# Жезды (посёлок)
Жезды (Джезда, каз. Жезді) — посёлок в Улытауском районе в Улытауской области Казахстана.
Административный центр Жездинской поселковой администрации. Код КАТО — 356043100.

## История
В 1928 году советский геолог Каныш Сатпаев обнаружил наподалёку от будущего посёлка марганцевое Джездинское месторождение.
Поселение возникло в 1942 году при этом месторождении и называлось «Марганец», с 1944 года имело статус посёлка.
Во время Второй мировой войны месторождение давало 70 % марганцевых руд СССР.
В 1962 году посёлок Марганец был переименован в Джезды по расположению в долине реки Джезды.
В 1963—1997 годах был центром Джездинского района.
В 1993 году в Казахстане была сменена «русская передача названия с Джезды на Жезды».

## География
Находится примерно в 66 км к югу от районного центра, села Улытау. Конечная станция железнодорожной ветки от Джезказгана.
- Джездинский район

## Население
В 1999 году население посёлка составляло 4680 человек (2306 мужчин и 2374 женщины). По данным переписи 2009 года, в посёлке проживали 2624 человека (1336 мужчин и 1288 женщин).

## Галерея
| - Вид на Жезды |